# Saltuarius wyberba
Espèce
Saltuarius wyberba est une espèce de gecko de la famille des Carphodactylidae.

## Répartition
Cette espèce est endémique d'Australie. Elle se rencontre dans le nord-est de la Nouvelle-Galles du Sud et dans le sud-est du Queensland.

## Description
Cette espèce atteint au maximum 108 mm sans la queue. Elle vit dans des forêts humides.

## Publication originale
- Couper, Schneider & Covacevich, 1997 : A new species of Saltuarius (Lacertilia: Gekkonidae) from granite-based, open forests of eastern Australia. Records of the Australian Museum, vol. 42, n. 1, p. 91-96.